# Faïza Aissahine
Faïza Aissahine, née le 20 juillet 1993, est une judokate algérienne.

## Carrière
Faïza Aissahine évolue dans la catégorie des moins de 52 kg. Elle est médaillée de bronze aux Championnats d'Afrique de judo 2016 à Tunis, aux Championnats d'Afrique de judo 2017 à Antananarivo et aux Championnats d'Afrique de judo 2018 à Tunis. Elle remporte la médaille d'or aux Jeux africains de 2019 à Rabat puis aux Championnats d'Afrique de judo 2022 à Oran.
En 2023, elle est médaillée d'argent dans la catégorie des moins de 52 kg aux Jeux panarabes ainsi qu'aux championnats d'Afrique à Casablanca.
En mars 2024, elle remporte la médaille d'argent par équipe mixte aux Jeux africains. Elle est ensuite médaillée de bronze dans sa catégorie ainsi que par équipe mixte aux championnats d'Afrique 2024 au Caire.
Elle est médaillée d'argent des moins de 52 kg aux Championnats d'Afrique de judo 2025 à Abidjan, s'inclinant en finale contre la Marocaine Soumiya Iraoui.